# Saint-Martin-de-Coux
Saint-Martin-de-Coux – miejscowość i gmina we Francji, w regionie Nowa Akwitania, w departamencie Charente-Maritime.
Według danych na rok 1990 gminę zamieszkiwało 398 osób, a gęstość zaludnienia wynosiła 25 osób/km² (wśród 1467 gmin regionu Poitou-Charentes Saint-Martin-de-Coux plasuje się na 629. miejscu pod względem liczby ludności, natomiast pod względem powierzchni na miejscu 544.).